# Kaspar Aquila
Kaspar Aquila, född 1488, död 1560, var Martin Luthers vän och medhjälpare både vid bibelöversättningsarbetet och vid reformationens genomförande.
Han blev präst i Bern 1514, var fältpredikant hos Franz von Sickingen 1515, och var 1524-27 präst i Wittenberg och medarbetare i Luthers bibelöversättning. Han införde reformationen i Saalfeld, där han var superintendent från år 1528.